# Teatre La Faràndula
El Teatre La Faràndula és un teatre de l'Ajuntament de Sabadell situat al carrer de la República, 33 de Sabadell, inaugurat el 30 de desembre de 1956 i amb un aforament de 1.060 espectadors.

## Edifici
Es tracta d'un edifici de 2.040 m² situat als terrenys de l'antiga Horta Duran i projectat pels arquitectes Guillem Arís i Josep Vila Juanico. Es va inaugurar després que el grup de teatre Joventut de la Faràndula, mitjançant una subscripció popular d'accions, n'impulsés la construcció. Aquesta formació el va gestionar fins al 1972, quan l'Ajuntament de Sabadell el va adquirir per convertir-lo en el teatre municipal de la ciutat.
Els vestíbuls i la platea es van rehabilitar el 1986. L'any 2002 es va dur a terme una reforma de més envergadura, efectuada pels arquitectes Robert Brufau i Manel Bosch i que va afectar primordialment la caixa escènica.
Des del 1982 és la seu estable de l'Associació d'Amics de l'Òpera de Sabadell i s'hi organitzen el cicle Òpera a Catalunya i la Temporada d'Òpera a Sabadell, conjuntament amb la temporada estable del grup de teatre Joventut de la Faràndula.

## Galeria d'imatges

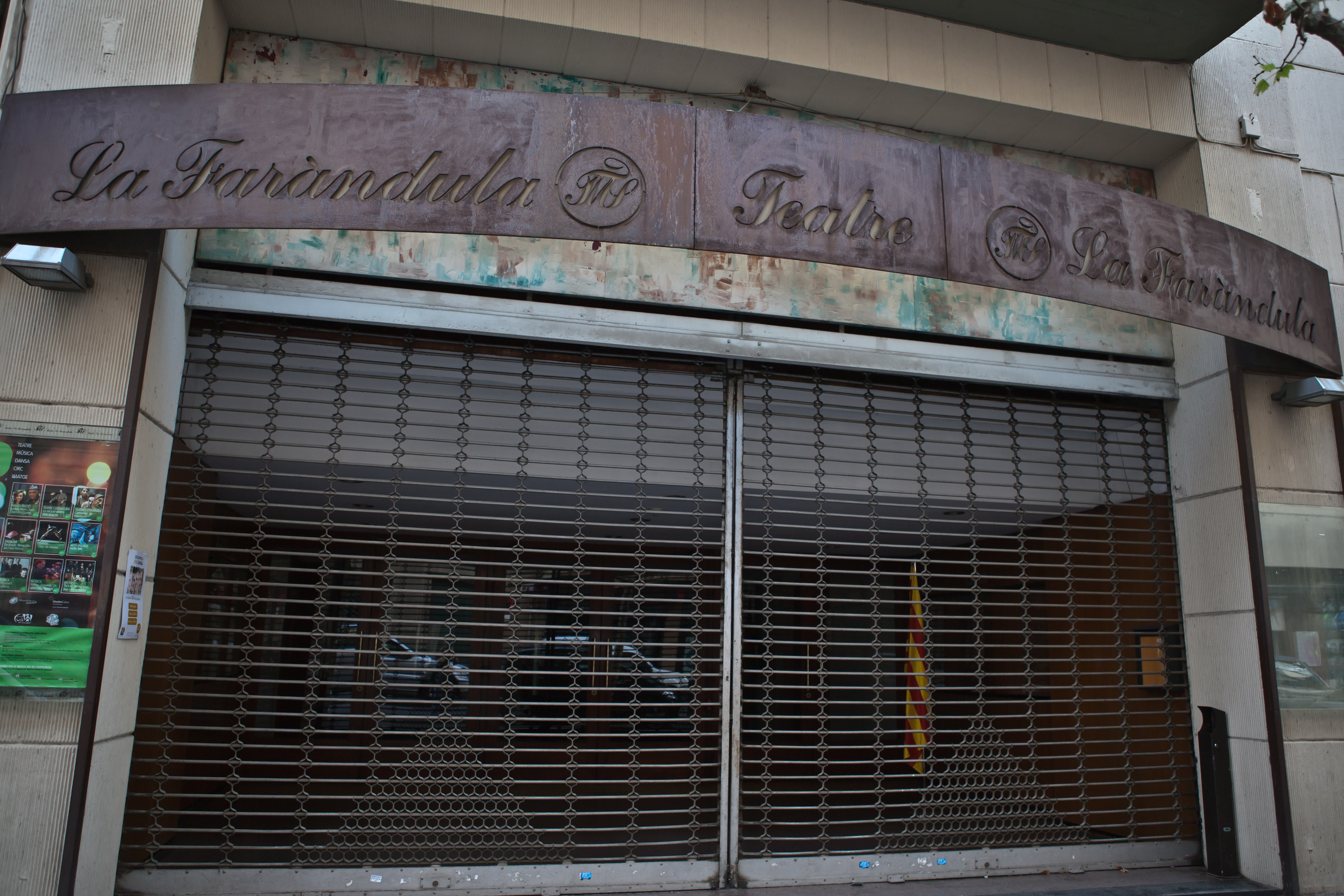
Entrada del Teatre La Faràndula
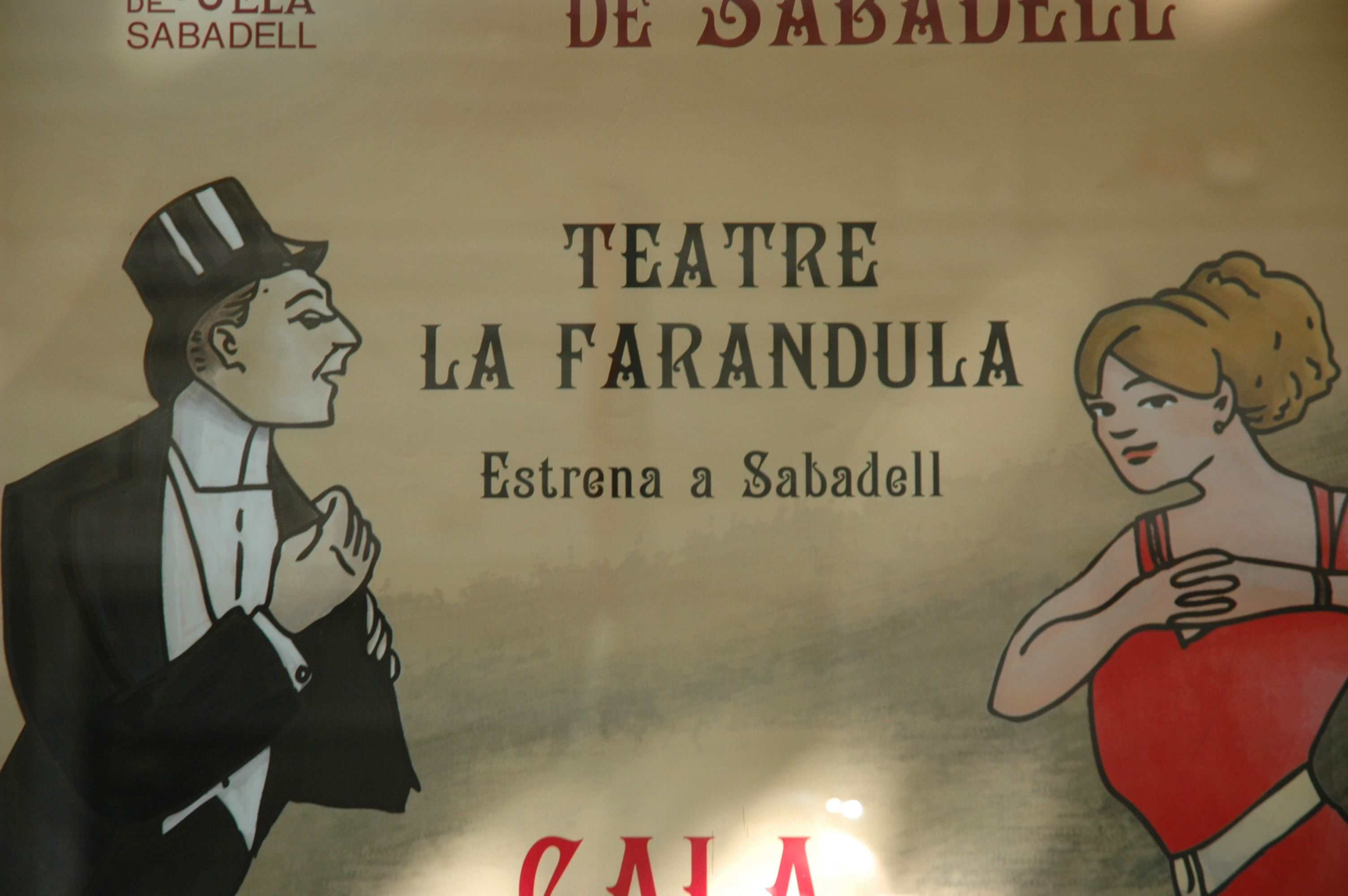
Cartell del Teatre La Faràndula